# Mont Coin
Pour les articles homonymes, voir Coin.
Ne doit pas être confondu avec Grand Coin.
Le mont Coin est un sommet du massif du Beaufortain sur les communes d'Aime-la-Plagne et de Beaufort.

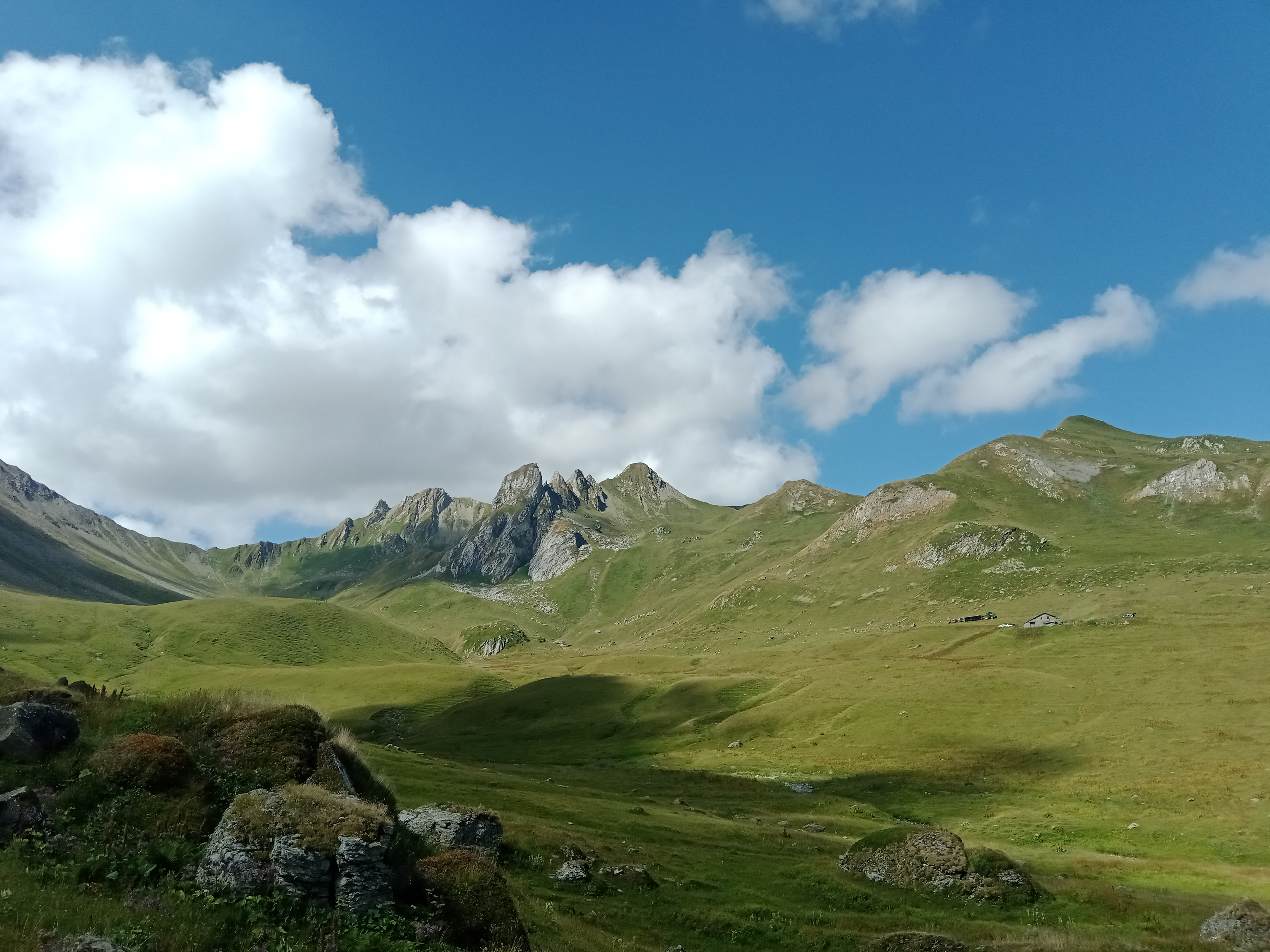
Le mont Coin vu depuis Presset au nord-est.

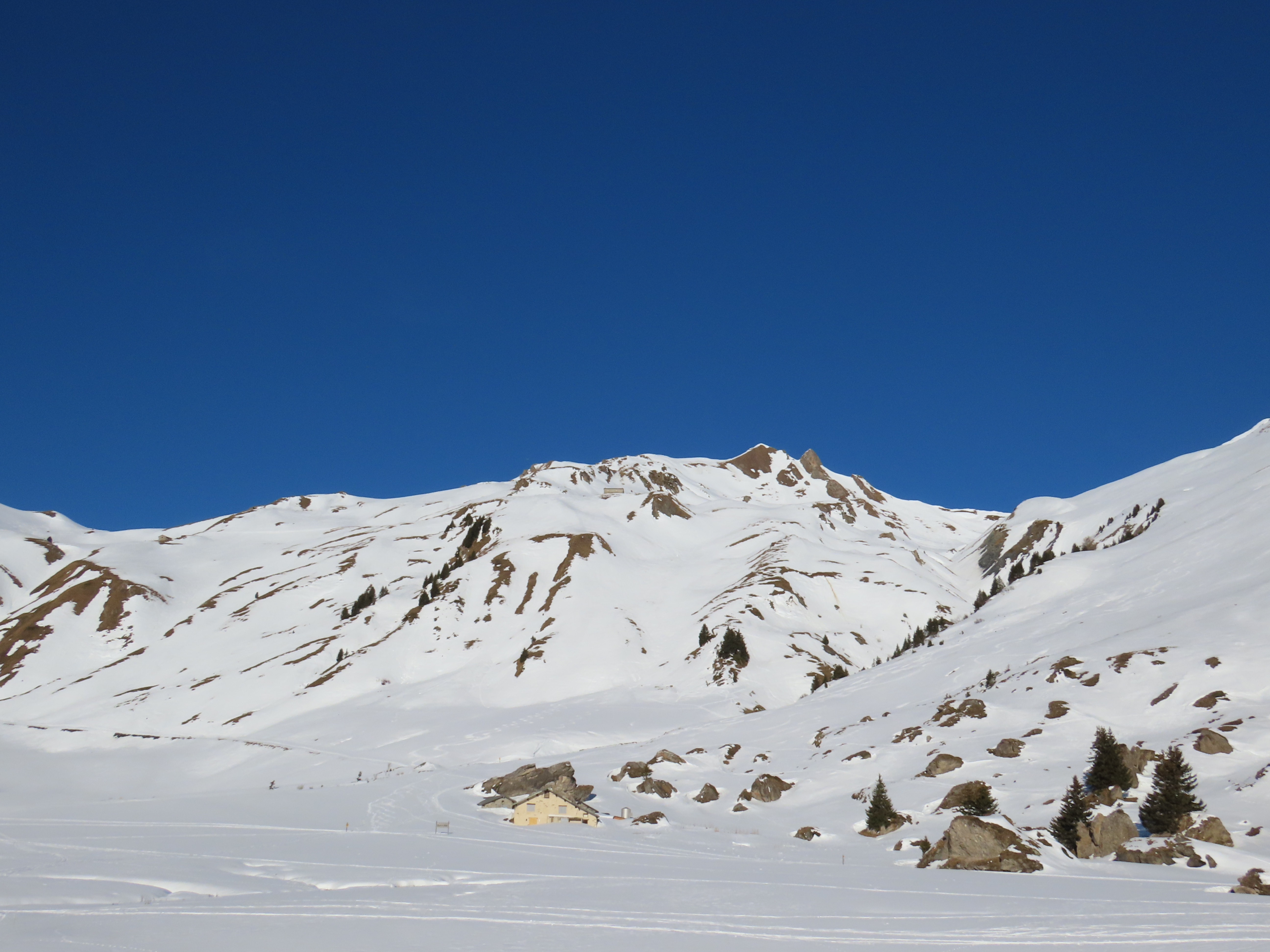
Vue hivernale du mont Coin et du col du Coin à droite depuis la chapelle Sainte-Marguerite de Plan Pichu au sud.